# 전승배
전승배(1987년 12월 20일 ~ )은 대한민국의 희극 배우이다.

## 출연작

### 방송
- 웃찾사 (SBS)
  - 킬러는 괴로워 (2015.05.24 ~ 2015.08.30)
  - 너무 큰大 (2015.10.04 ~ 2016.03.04)
  - 동상이견 (2016.04.08 ~ 2016.05.06)
  - 창작의 고통 (2016.04.15 ~ 2016.09.21)
  - 쫑구는 에이스 (2016.10.05 ~ 2017.01.04)
  - 내 친구는 대통령 (2016.11.16 ~ 2016.12.07)
  - 미워도 다시한번 (2017.01.25 ~ 2017.02.01)
  - 연변 신세계 (2017.04.12 ~ 2017.04.19)
  - 재채기 휘날리며 (2017.05.24)